# Hrada, Kremeneț
Hrada (în ucraineană Града) este un sat în comuna Hai din raionul Kremeneț, regiunea Ternopil, Ucraina.

## Demografie
Componența lingvistică a localității Hrada
     Ucraineană (99,65%)
     Alte limbi (0,35%)
Conform recensământului din 2001, majoritatea populației localității Hrada era vorbitoare de ucraineană (99,65%), existând în minoritate și vorbitori de alte limbi.